# Krubersteinen
Der Krubersteinen (norwegisch für Kruberstein, russisch Скала Крубера Skala Krubera, englisch Kruber Rock) ist ein isolierter Felsvorsprung im ostantarktischen Königin-Maud-Land. Auf der Westseite des Alexander-von-Humboldt-Gebirge des Wohlthatmassivs ragt er 5,5 km westnordwestlich des Flånuten auf. 
Entdeckt und anhand von Luftaufnahmen kartiert wurde er bei der Deutschen Antarktischen Expedition 1938/39 unter der Leitung des Polarforschers Alfred Ritscher. Norwegische Kartographen, die später eine russische Benennung des Felsvorsprungs ins Norwegische übertrugen, kartierten ihn anhand von Luftaufnahmen der Dritten Norwegischen Antarktisexpedition (1956–1960). Sowjetische Wissenschaftler einer von 1960 bis 1961 durchgeführten Antarktisexpedition kartierten ihn erneut und benannten ihn. Namensgeber ist der sowjetische Geograph Alexander Alexandrowitsch Kruber (1871–1941) von der Lomonossow-Universität Moskau. Das Advisory Committee on Antarctic Names übertrug 1970 die russische Benennung ins Englische.